# La pregària dels Rollerboys
La pregària dels Rollerboys (títol original: Prayer of the Rollerboys) és una pel·lícula estatunidenca de ciència-ficció dirigida per Rick King, estrenada l'any 1990. Ha estat doblada al català.

## Argument
En un futur indeterminat però més aviat pròxim, els Estats Units han caigut en una immensa decadència econòmica i moral, primer amb una pujada del racisme. Griffin és un jove adult que es guanya la vida com repartidor de pizza i que s'ocupa, en més, del seu jove germà. Un vell camarada de joventut de Griffin, Gary Lee, ha esdevingut el cap d'una banda de trinxeraires, les Rollerboys, que proclamen el Supremacisme blanc, consagrant-se a nombrosos furts i desplaçant-se sempre en rollers. Quan el seu germà comença a apropar-se d'aquesta banda i a idolatrar Gary Lee, Griffin accepta la proposició que li ha fet la policia de infiltrar-se en aquesta banda.

## Repartiment
- Corey Haim: Griffin
- Patricia Arquette: Casey
- Julius Harris: Speedbagger
- Mark Pellegrino: Bango

## Nominacions
- Nominat al premi Saturn al millor film de ciència-ficció 1992
- Nominació per Corey Haim al premi Saturn al millor jove actor 1992